# Franziska Brantner
Franziska Katharina Brantner (ur. 24 sierpnia 1979 w Lörrach) – niemiecka polityk, od 2009 do 2013 posłanka do Parlamentu Europejskiego, deputowana do Bundestagu, od 2024 współprzewodnicząca Zielonych.

## Życiorys
Po ukończeniu szkoły średniej przez rok odbywała staż w Fundacji im. Heinricha Bölla w Tel Awiwie i Waszyngtonie. Studiowała w Instytucie Nauk Politycznych w Paryżu i na Columbia University. Została pracownikiem naukowym na Uniwersytecie w Mannheim. W połowie lat 90. przystąpiła do "Grüne Jugend", organizacji młodzieżowej Zielonych.
W wyborach w 2009 uzyskała mandat deputowanej do Parlamentu Europejskiego. Zasiadała w grupie Zielonych i Wolnego Sojuszu Europejskiego, a także w Komisji Spraw Zagranicznych. Z PE odeszła w 2013 w związku z wyborem na posłankę do Bundestagu. Mandat w federalnym parlamencie utrzymywała również w 2017, 2021 i 2025.
W grudniu 2021 wysunięto jej kandydaturę na parlamentarnego sekretarza stanu w ministerstwie gospodarki i ochrony klimatu. Objęła tę funkcję jeszcze w tym samym miesiącu, sprawując ją do 2025. W listopadzie 2024 została wybrana na jednego z dwojga współprzewodniczących Zielonych (drugim został Felix Banaszak).